# Les llàgrimes de sant Pere (El Greco, Museu Soumaya)
Les llàgrimes de sant Pere és una obra d'El Greco, realitzada a l'oli sobre tela, datada circa 1596, que es troba actualment al Museu Soumaya de la Ciutat de Mèxic. Consta amb la referència X-440 en el catàleg raonat d'obres d'El Greco, realitzat per Harold E. Wethey.

## Introducció
El tema de Les llàgrimes de Sant Pere està narrat a l'Evangeli segons Lluc (Lc 22:62), a l'Evangeli segons Mateu (Mt 26:75), a l'Evangeli segons Marc (Mc 14:72) i a l'Evangeli segons Marc (Mc 14:72). Aquesta temàtica ja havia estat tractada anteriorment, en diverses èpoques i llocs, en pintures al fresc, tríptics i retaules, però sembla que va ésser El Greco qui va representar-lo per primera vegada en format de pintura a l'oli sobre llenç independent. Harold Wethey accepta cinc obres com a autògrafes del mestre cretenc, i dotze variants més, que considera que tenen una major o menor intervenció del seu taller.

## Anàlisi de l'obra
Pintura a l'oli sobre llenç; circa 1596; Museu Soumaya, Ciutat de Mèxic.
Harold E. Wethey degué veure aquest llenç abans de la restauració, ja que en dona una opinió força displicent.
El Greco representa Sant Pere amb túnica blava i mantell groc, davant l'entrada d'una cova, en la qual hi ha un tronc i unes fulles d'heura a la paret. Té les mans entrellaçades sobre el pit, i els seus ulls amarats de llàgrimes miren el Cel. Els seus braços, forts i nervuts, son veritablement els d'un pescador. Al fons a l'esquerra, hom pot veure l'àngel que guarda el Sant Sepulcre, ja buit després de la Resurrecció de Jesús, i a Maria Magdalena.

## Procedència
- Marquès de Legarda?, Vitoria.
- H.D. Havemeyer, Nova York.(venda el 10 d'abril de 1930, número 98)
- Fundación Cintas